# Druthmar von Corvey
Druthmar von Corvey (auch Druthmarus, Dietmar, Druchmarus, Drutmarus, Druotmarus, Diethmarus, Theotmarus) († 15. Februar 1046 in Corvey) war seit 1015 Abt des Klosters Corvey. Als Reformer spielte er eine beachtliche Rolle bei der Einführung der Grundsätze der Gorzer Reform in Corvey. Er ist ein Seliger der katholischen Kirche.

## Leben
Druthmar war Mönch im Kloster Lorsch. Bischof Meinwerk von Paderborn ernannte ihn mit Zustimmung von Kaiser Heinrich II. zum Abt von Corvey. Der vorherige Abt Walo, dem man eine schlaffe Klosterzucht vorwarf, wurde abgesetzt. Druthmar führte in Corvey die Grundsätze der Gorzer Reform ein. Ein Teil der Mönche verließ aus Protest das Kloster, bei den Zurückbleibenden herrschte Unzufriedenheit, weil das Kloster eigentlich von bischöflichen Weisungen unabhängig war. Die Mönche, die das Kloster verlassen hatten, kehrten später zurück, durch sein Wirken konnte der Abt das Misstrauen abbauen. Druthmar hob das Kloster durch die Rückgewinnung alter Besitzungen auch materiell. Er war persönlich fromm und förderte die Studien der Mönche. Er hat nach den alten Unterlagen der Abtei ein Güterverzeichnis anlegen lassen.
Sein Gedenktag ist der 15. Februar.